# Пилотка

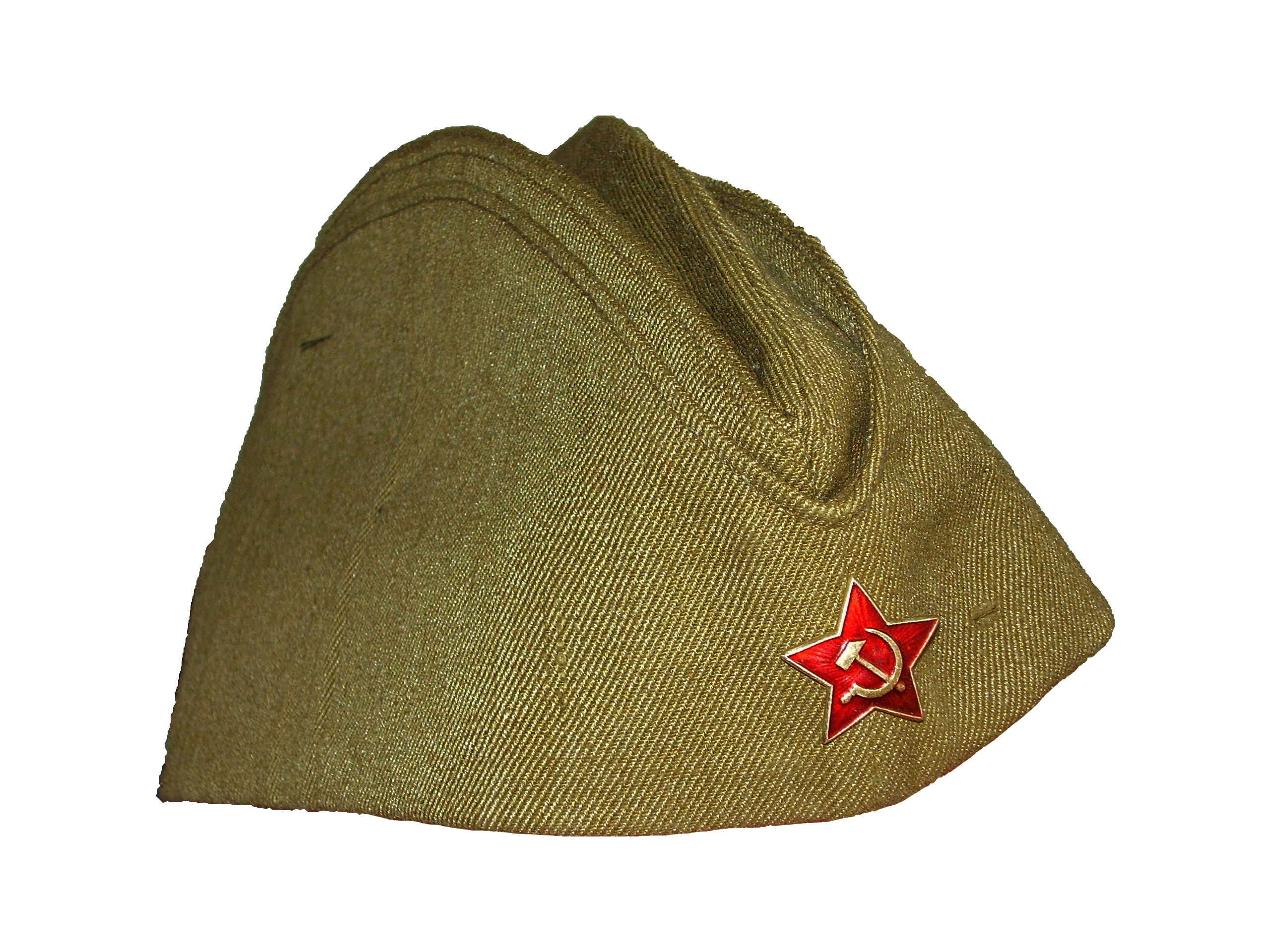
Пилотка сержантского и рядового состава Советской Армии ВС Союза ССР.

Пило́тка (от «пилот») — головной убор, в виде сплюснутой с боков лёгкой шапочки.
Пилотка может быть элементом военной форменной одежды (в частности, ВС СССР), различной униформы (к примеру, головной убор пионеров и стюардесс) или изыском модельеров женской моды. Изготовляют обычно из ткани.

## История
Прототипом современной пилотки, по мнению некоторых, является шотландский головной убор гленгарри, созданный в 1794 году Александром Рэнелдсоном Макдонеллом из Гленгэрри как головной убор сформированного им шотландского горного полка, состоявшего из ополченцев из Гленгэрри (англ. Glengarry Fencibles). Впоследствии, в 1868 году гленгарри в несколько усовершенствованном виде был введён в форму всей британской армии указом подполковника Лодердейлом Моле, став головным убором большинства шотландских, а затем также английских и валлийских полков. В 1930-х годах в Германии пилотка была введена как основной головной убор вермахта. В годы гражданской войны в Испании 1936—1939 годов фасон пилоток различал враждующие стороны.

### В России и СССР

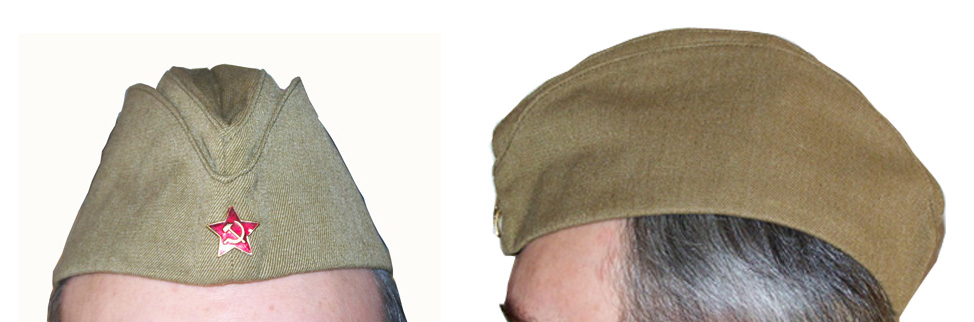
Советская армейская пилотка, вид спереди и сбоку

В Русской императорской армии пилотка появилась в 1913 году как элемент форменной одежды в авиационных и воздухоплавательных частях. Первоначально именовали «перелёткой» или «полёткой» («полётная складная шапка», «шапка суконная мягкая складная для лётчиков»), была введена как компактный складной головной убор, чтобы лётчик мог носить её с собой в кармане или за пазухой и надеть после полёта вместо кожаного шлема (фуражка для этого не подходила). Пилотку носили офицеры-лётчики во время полётов и службы на аэродроме. В конце 1915 года пилотка была введена также в военных училищах, иногда встречалась и в пехоте.
В РККА официально введена 16 января 1919 года как головной убор курсантов военных курсов. Это была темно-зелёная пилотка с красными кантами, красным хлястиком, к которому пристегивался чёрный подбородочный ремешок и красноармейской звёздочкой. 
3 декабря 1935 года было утверждено решение о оснащении РККА стальными касками единого образца, а также внесении изменений в военную униформу. Прошедший испытания шлем был принят на вооружение РККА под названием «красноармейский шлем стальной обр. 1935 г.» (и в дальнейшем получил сокращённое название СШ-36). Именно в связи с введением общевойскового стального шлема в качестве основного летнего головного убора была введена пилотка, обеспечивавшая возможность ношения вместе с каской. Были введены два вида пилоток: для командиров — цвета хаки (в автобронетанковых войсках — стального, в ВВС — синего цветов) с кантами по роду войск и суконной звездой, на которую спереди крепили красноармейскую звездочку и для бойцов (рядового состава) — цвета хаки, без кантов и суконной звезды.

В ВС СССР пилотки носили и мужчины и женщины. Причём офицеры и прапорщики (мичманы) носили, как правило, пилотки с кантами соответствующих роду войск цветов. На флоте носили чёрные полушерстяные офицерские пилотки с белыми кантами, а также матросские суконные чёрные пилотки, при тропической форме одежды — хлопчатобумажные пилотки светло-синего цвета с матерчатым козырьком и ремешком. Офицеры носили пилотки с кокардой, а матросы — со звёздочкой. Тропическую пилотку носили с кокардой или звёздочкой в зависимости от ранга. На полушерстяных армейских офицерских защитных пилотках (с красными или голубыми (для авиации) кантами) носили кокарду, а на солдатской хлопчатобумажной — красную звёздочку. В ВС СССР пилотки, в составе летней униформы, носили вплоть до начала 1990-х годов, пока не были заменены на кепи вместе с новой униформой образца 1988 года.
В жарком климате вместо пилотки использовали хлопчатобумажную панаму с прошитыми полями и вентиляционными отверстиями (люверсами). Для женщин существовал летний комплект одежды из платья и пилотки песочного цвета.
В ВС России ношение пилотки сохранено, но с единой кокардой для армии, авиации и флота. В современной России эволюционировала до пилотки-двууголки, сохранив продольные складки наверху. На пилотках слева спереди крепят геральдический знак. 4 октября 2018 года минобороны объявило о прекращении до 1 июня 2022 года выдачи пилоток.

## Ношение пилотки
Пилотку носят с небольшим наклоном вперёд и вправо на расстоянии 2—4 см над бровями. Верхние края пилотки при этом не должны раскрываться, то есть пилотку нельзя сильно натягивать на голову. При ношении пилотки неправильно подобранного размера при наклоне головы вперёд спадают с головы, поэтому их часто надевают неправильно — с сильным наклоном назад.
Армейские хлопчатобумажные пилотки надлежит носить с кокардой золотистого цвета, пилотки шерстяные носят с кокардой золотистого цвета, с кантами красного (в ВВС, ВДВ и Космических войсках — голубого, ВМФ — белого) цвета.
У военнослужащих в пилотках под налобником должны находиться 2 иглы с нитями белого и защитного (чёрного) цветов.

## Бустина
В Вооружённых силах Италии, Хорватии и Болгарии во время Второй мировой войны в качестве головного убора использовали специфической формы пилотку — бустину. Она имела специальный покрой с отстёгивающимися в стороны клапанами на пуговицах, на борту бустины носили знаки различия по воинским званиям, а впереди — кокарду. Шили бустину из различных полушерстяных и хлопчатобумажных тканей защитного цвета, а для высших чинов — из материи «корделлино» с голубоватым оттенком. В Болгарии бустина была коричневой с изображением льва. В социалистической Болгарии вместо льва стали носить кокарду с красной звездой.

## Галерея

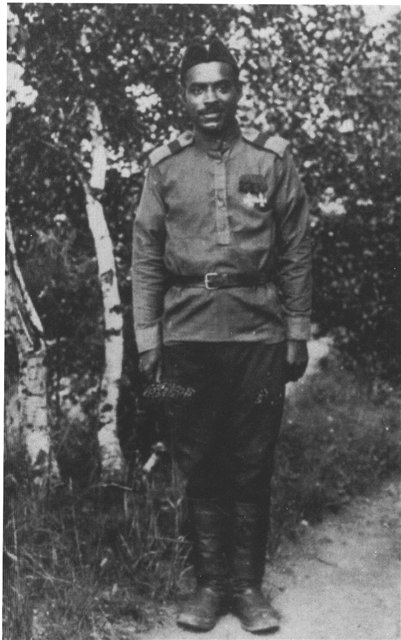
Член экипажа бомбардировщика ВС Российской империи, фельдфебель Марсель Пля в пилотке, 1916 г.
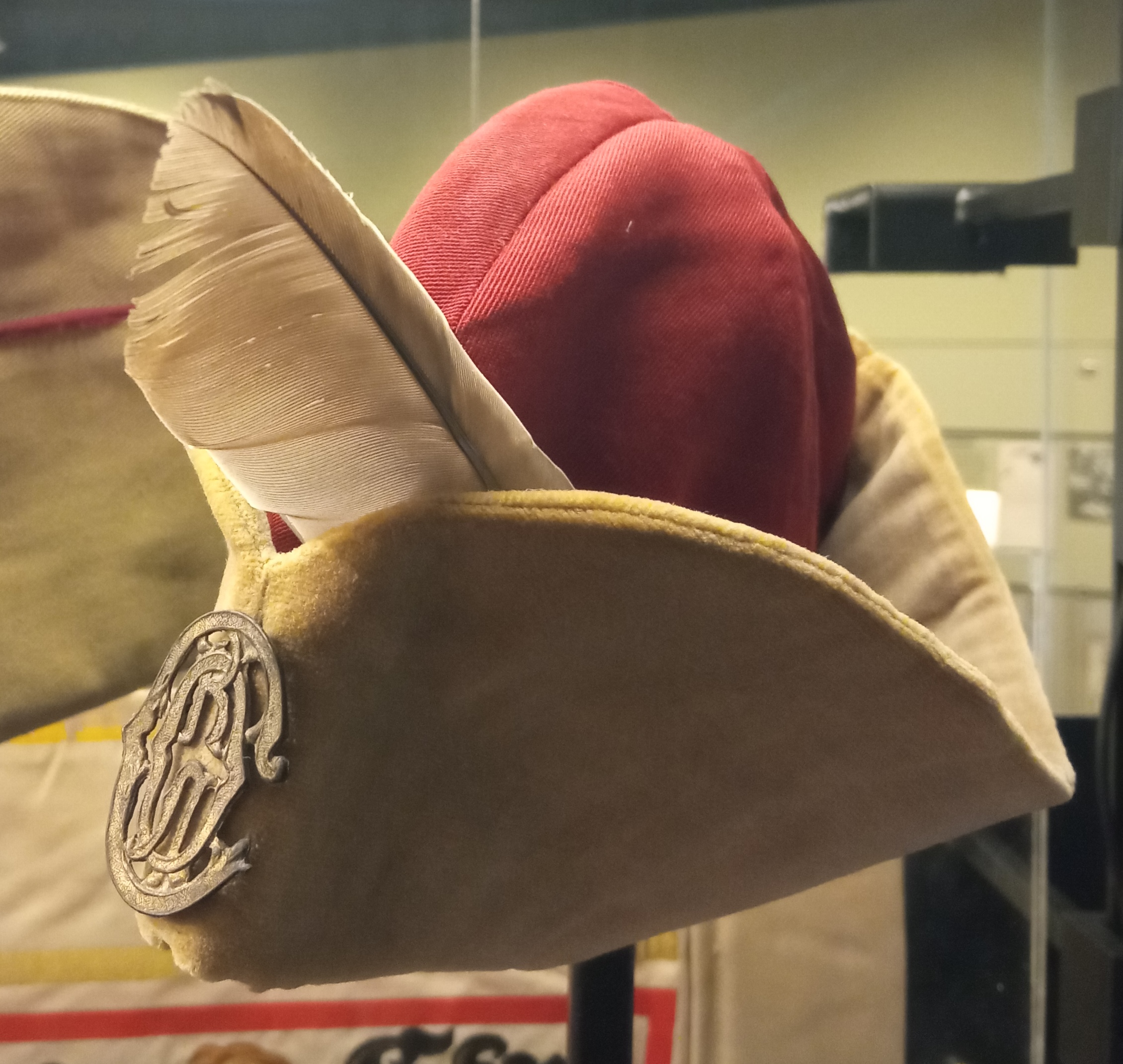
Пилотка «Русского Сокола», Сан-Франциско, 1950—1960-е гг.
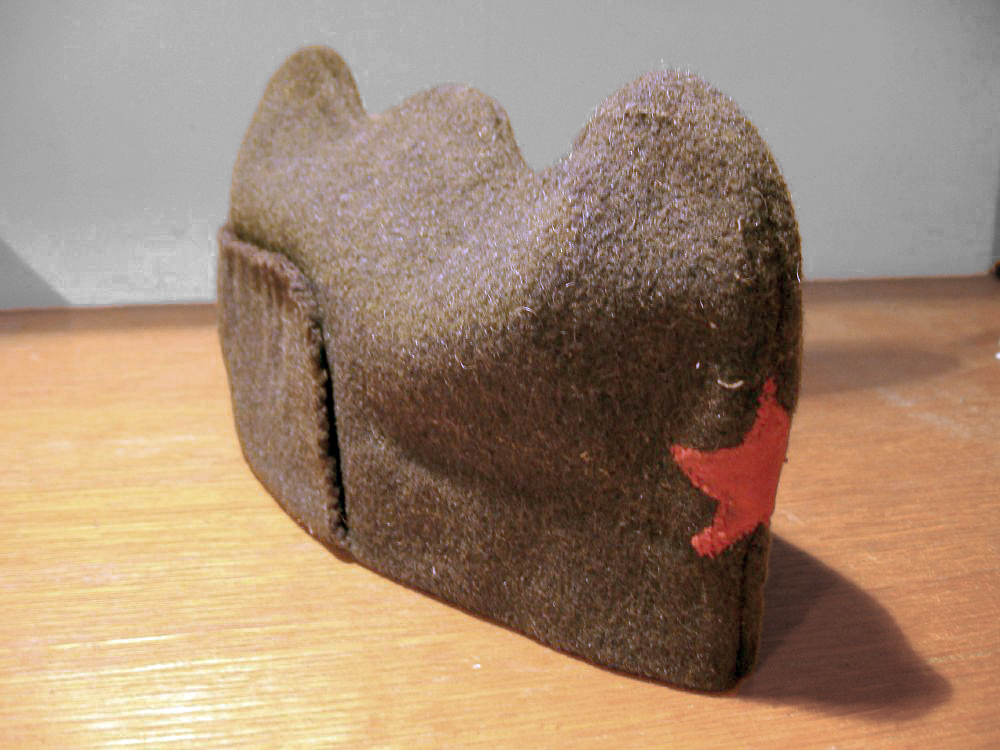
Триглавка — пилотка партизан-коммунистов Словении и Хорватии времен Второй мировой войны
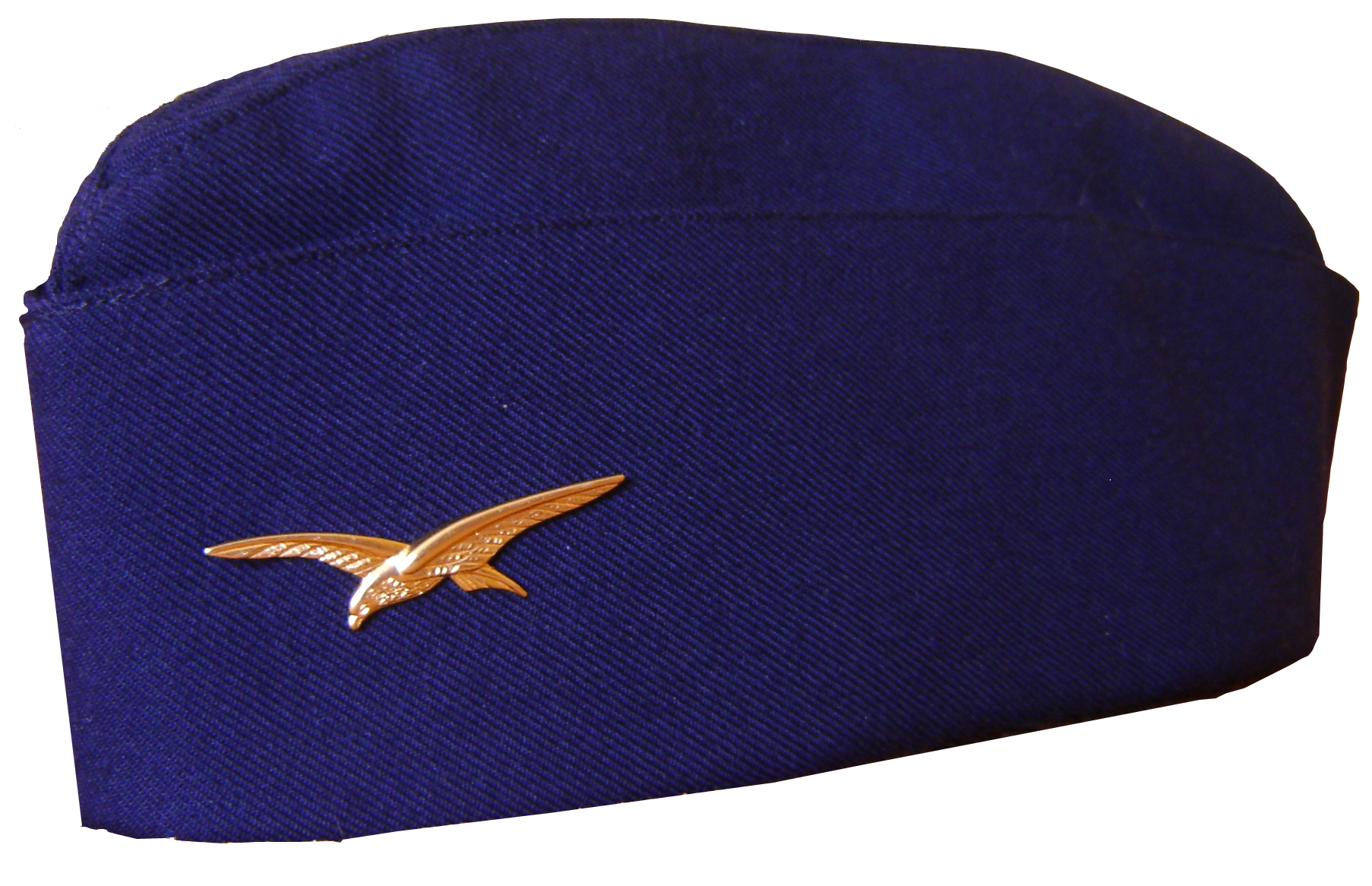
Пилотка французского летчика
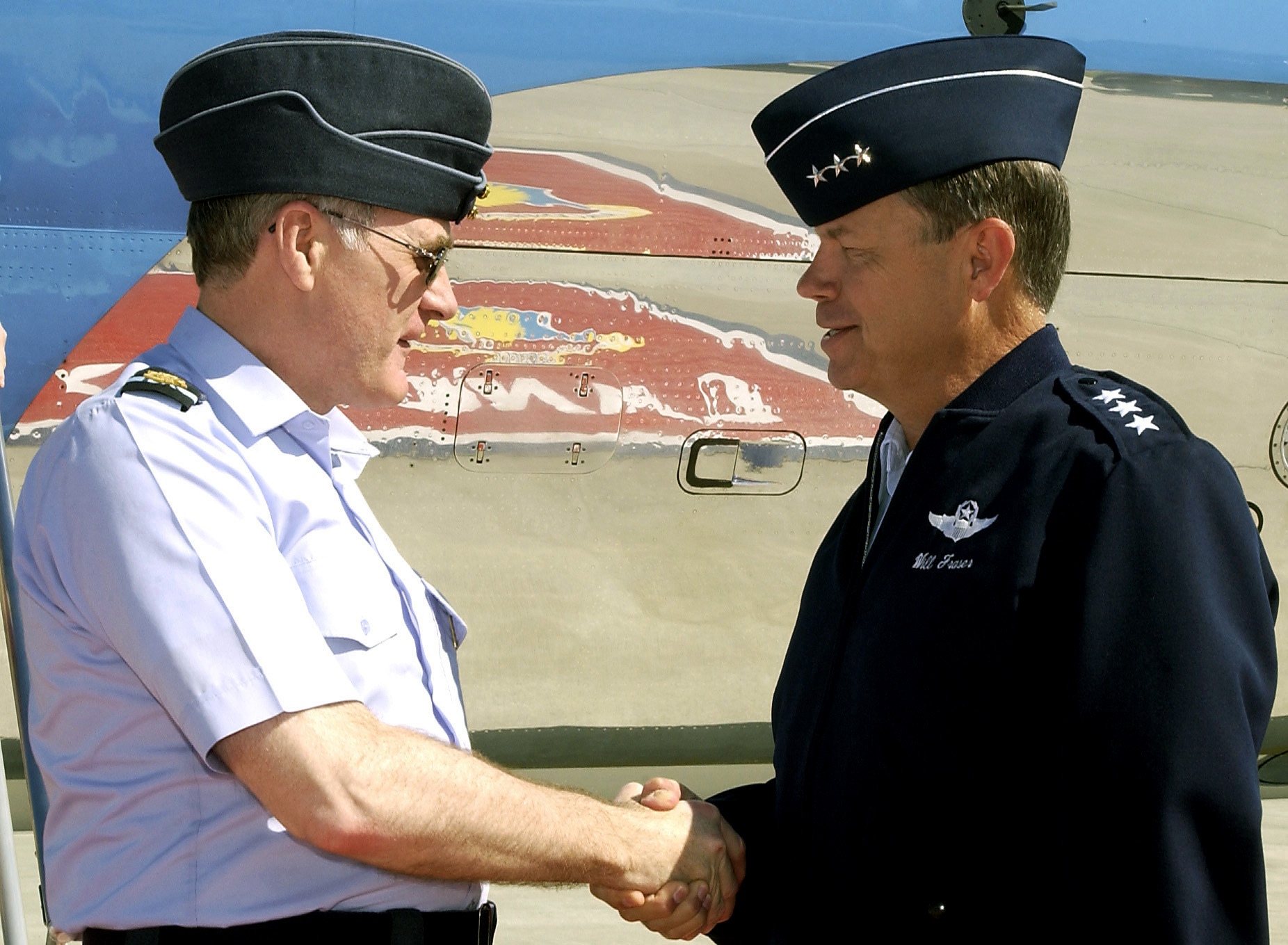
Британская (слева) и американская (справа) пилотки
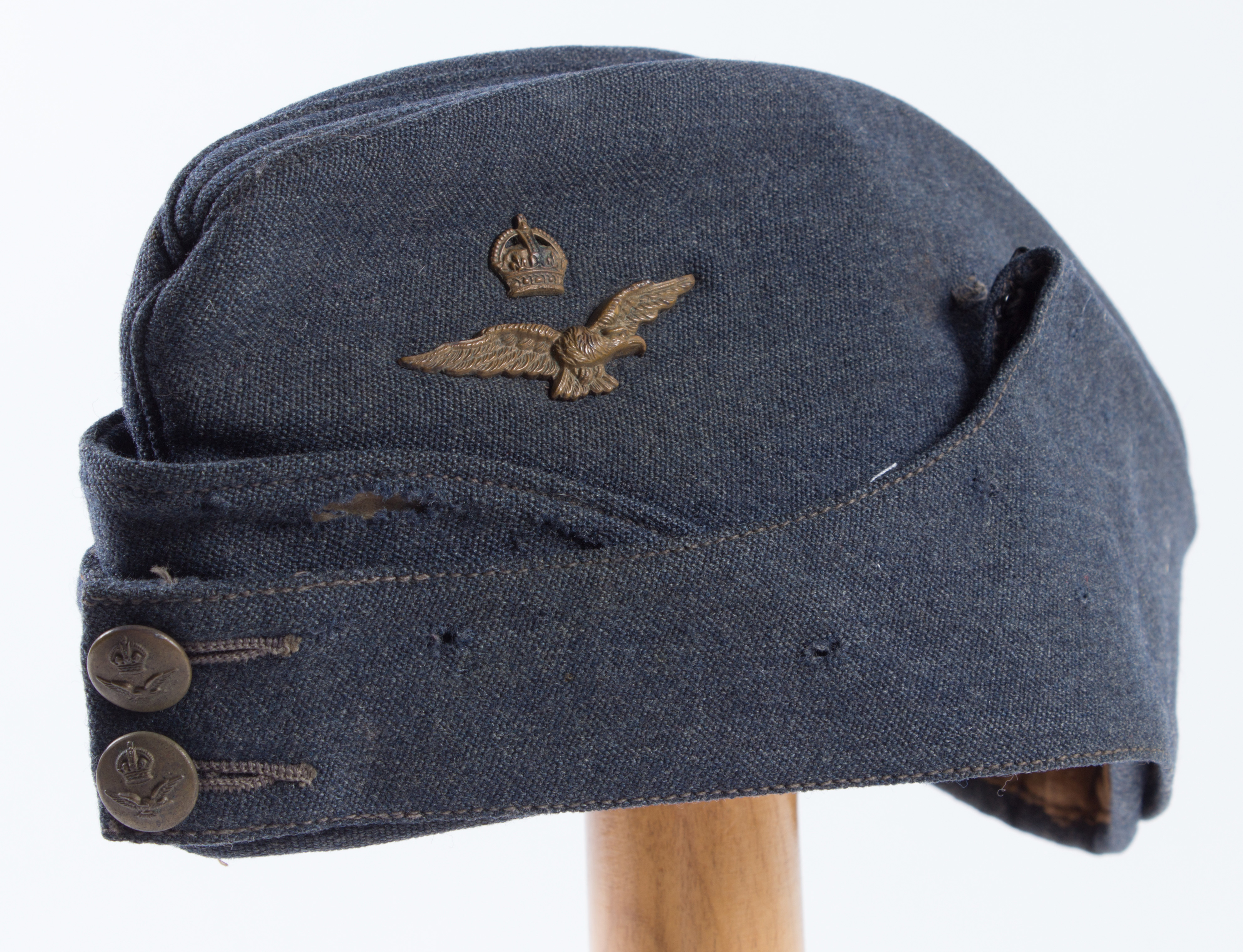
Пилотка ВВС Новой Зеландии времён Второй мировой войны, из собрания Оклендского краеведческого музея
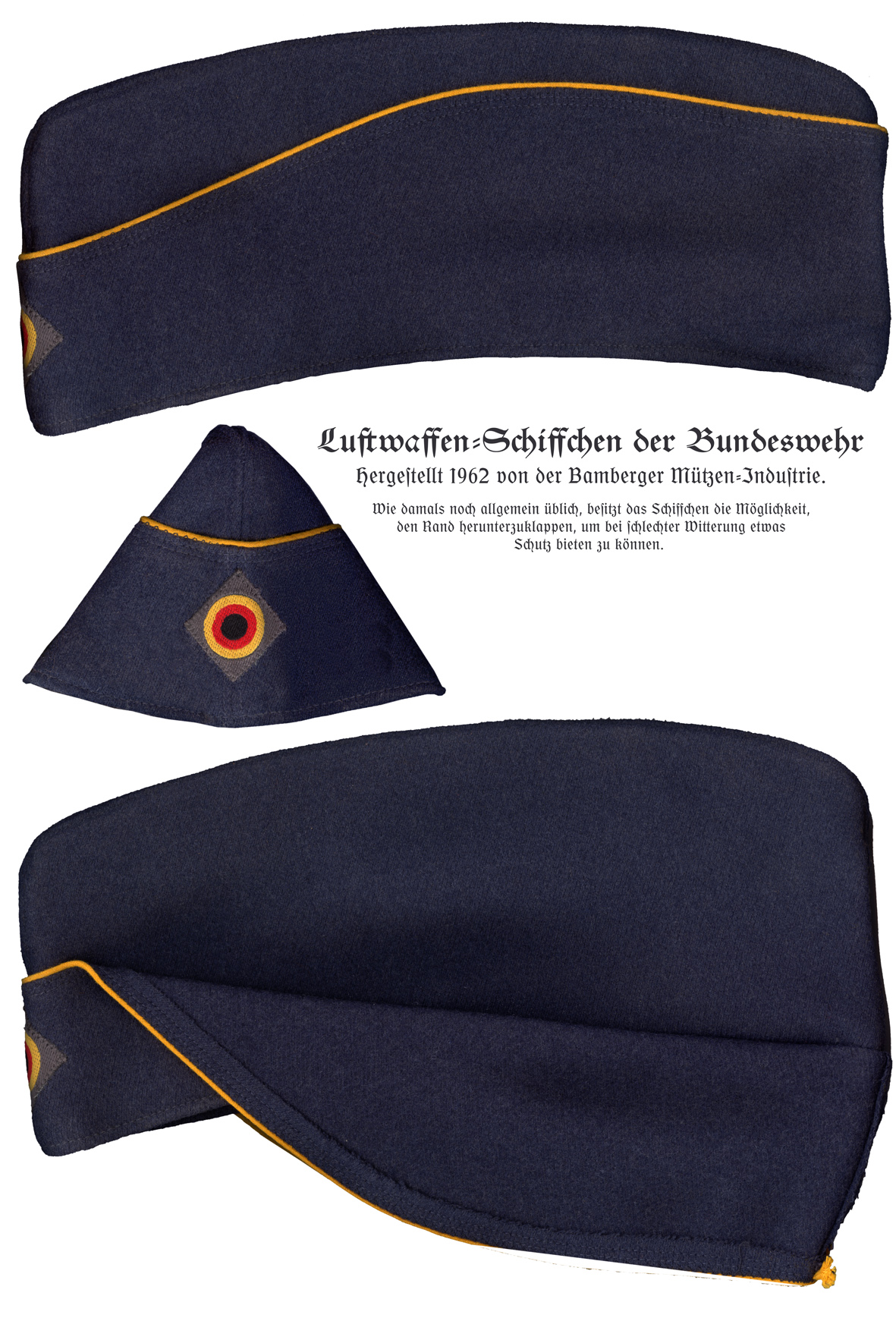
Пилотка Люфтваффе ФРГ, 1962 год
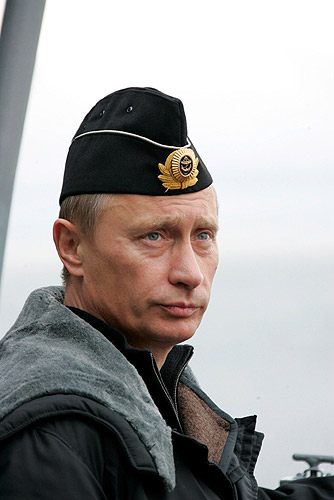
В. Путин в пилотке на борту крейсера «Пётр Великий», 2005 год.
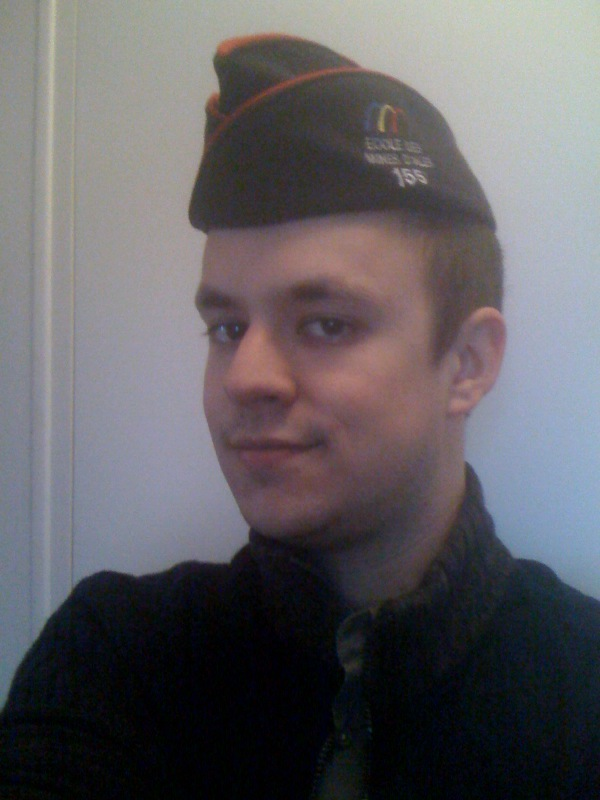
Выпускник горной школы Парижа в фирменной пилотке
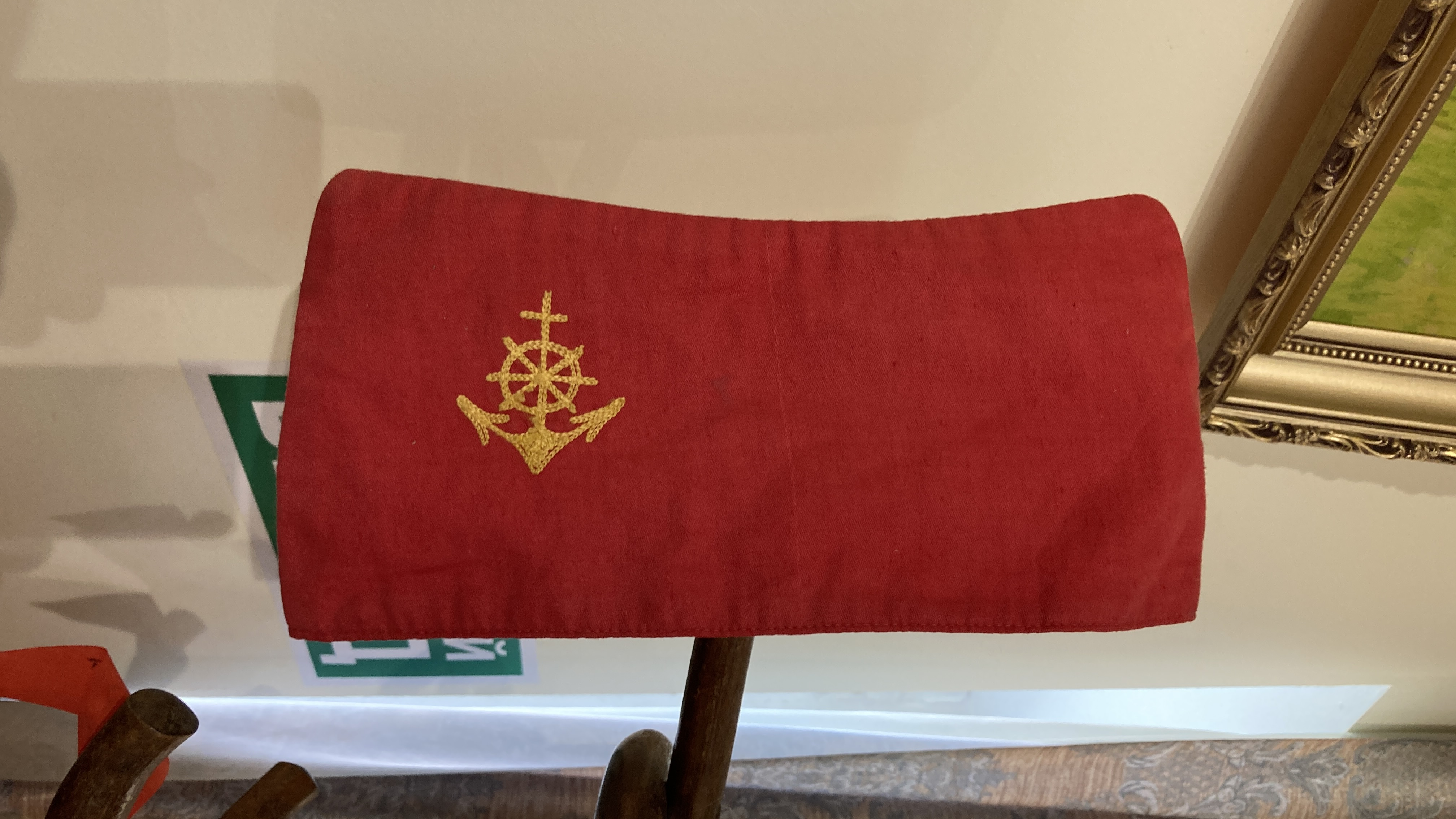
Пионерская пилотка, 1960-е гг. Из собрания Рузского краеведческого музея
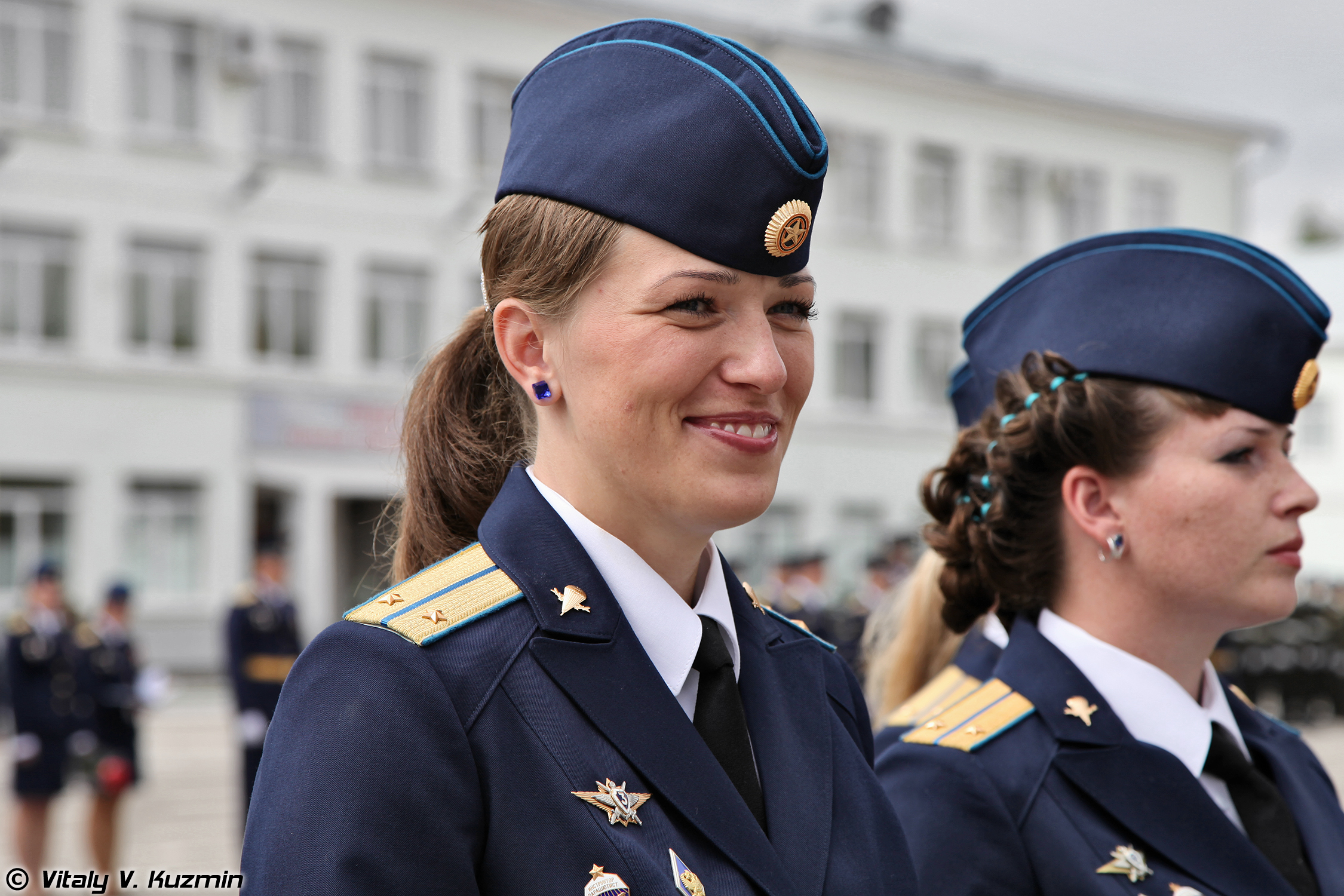
Выпускницы РГВВДКУ в пилотках, 2013 год.
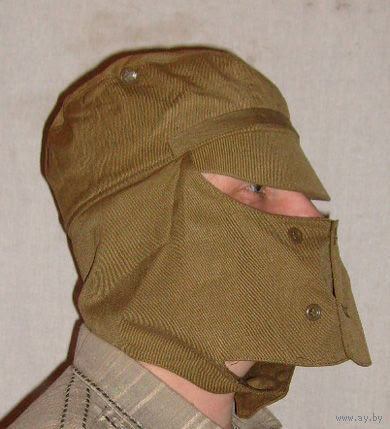
Пилотка с козырьком из комплекта ОКЗК.